# Blazerush
BlazeRush — компьютерная игра в жанре аркадных гонок, разработанная российской компанией Targem Games. Игра была издана на платформе PlayStation 3 и PC с помощью сервиса Steam в октябре 2014. 19 ноября 2014 года вышел первый патч 1.0.1. игры для пользователей PC.

## Игровой процесс
BlazeRush — это гоночная аркада, в которой игроки соревнуются друг с другом на различных тематических треках. Основная цель гонки — прийти на финиш первым. По ходу гонки, игроки могут подбирать различное оружие, которое имеет свои особенности. Оружие может быть использовано как для нападения, так и для обороны. Также, на трассе можно найти различные ускорители, такие как нитро, ракетный и импульсивный ускорители.
В отличие от большинства традиционных гонок, в BlazeRush акцент делается на локальном мультиплеере на одном экране, позволяющем играть сразу 4 игрокам, а также на возможности в любой момент подключиться к игре.

## Сюжет
В игре присутствуют три планеты пригодные для жизни, а значит и для безбашенных гонок. По ходу игры эти планеты претерпевают некоторые глобальные изменения, на фоне которых и разворачиваются наши умопомрачительные соревнования.
Планета LAVA-3.
Промышленный гигант и центральный бизнес-центр в секторе. Родоначальник ежегодного межпланетного гран-при. По сути планета является гигантской помойкой. Источником которой является гигантский мегаполис, опоясывающий планету по экватору. Так же здесь ведутся обширные работы по добычи полезных ископаемых. Вся планета испещрена буровыми установками и огромными промышленными карьерами.
Green Giant.
Планета вечнозелёных лесов из гигантских деревьев, а также древних построек давно исчезнувшей цивилизации. Интересный факт: все древние постройки представляют собой полноценные гоночные трассы, чем непременно воспользовались устроители Межпланетного гран-при, а также гонщики нелегалы. Гигантская корпорация так же дотянула свои щупальца до этого зелёного уголка, ведь древесина на поверхности, нефть и каменный уголь в недрах — это ценный ресурс для огромного спектра производств, включая углеводородное топливо. А там где есть ресурсы, там начинает хозяйничать вездесущая промышленная корпорация.
BG-13.
Представляет собой постоянной бурлящий органический котёл, весьма агрессивный и опасный для простого человека. Устроители Межпланетного гран-при, позарившись на красочную картинку и необычность ландшафта построили здесь много гоночных трасс. Идея оказалась не самой лучшей. За короткий промежуток времени активная биомасса планеты почти полностью покрыла собой все конструкции, сведя почти к нулю возможность проводить здесь соревнования. Опасность вылететь с трассы и сгинуть в трясине, простирающейся во все стороны, была очень велика. Гонщики с неохотой соглашались на участие в заездах на этой планете и просили непомерные гонорары за участие. Со временем шоу здесь заглохло совсем и трассы остались в полном распоряжении безбашенных гонщиков-нелегалов.

### Виды режимов игры
На данный момент, в игре присутствует три режима игры — выживание, царь горы и гонка.
Выживание
В данном режиме, побеждает пилот с наименьшим количеством «смертей», при этом вас преследует разъяренный Босс, поэтому отставшие игроки рискуют быть раздавленными.
Царь горы
В игровом режиме «Царь горы» выигрывает тот, кто лидировал большую часть времени.
Гонка
Заезд на три круга. Побеждает тот, кто первым пересечет финишную черту. Учитывая уровень безумия в игре, результаты каждой гонки часто спонтанны и непредсказуемы.
С версии 1.03 добавлен режим гонки на время: игрок управляя одной машиной должен пройти трассу за определённое время. На прохождение дается 1 круг.

## Продажи
Летом 2018 года, благодаря уязвимости в защите Steam Web API, стало известно, что точное количество пользователей сервиса Steam, которые играли в игру хотя бы один раз, составляет 80 959 человек.